# Râul Hălmăgel
Râul Hălmăgel (Sârbul) este un curs de apă, afluent al râului Bănești. 

## Hărți
- Harta județului Arad
- Harta munții Apuseni